# Eremophila acrida
Eremophila acrida är en flenörtsväxtart som beskrevs av Chinnock. Eremophila acrida ingår i släktet Eremophila och familjen flenörtsväxter. Inga underarter finns listade i Catalogue of Life.